# Marvel: Avengers Alliance
Marvel: Avengers Alliance è stato un videogioco di ruolo a turni online sviluppato da Offbeat Creations nel 2012. Ambientato nell'universo dei fumetti Marvel Comics, il gioco è stato inizialmente distribuito solamente tramite Facebook come parte della campagna promozionale del film The Avengers. Nel 2013 sono state pubblicate versioni per iOS e Android del gioco.
Nel marzo 2016 il titolo fu rimosso da App Store e Google Play, garantendo comunque la possibilità di continuare a giocare fino al 30 settembre 2016. Il gioco ha ricevuto un seguito dal titolo Marvel: Avengers Alliance 2, anch'esso reso disponibile fino al 30 settembre 2016.
Ha ricevuto una nomination per il premio Best Social Game agli Spike Video Game Awards 2012.

## Trama

### Stagione 1
Nella prima stagione il gioco ruotava intorno ad un evento galattico noto come "l'Impulso", che ha colpito la Terra. Come nuova recluta dello S.H.I.E.L.D. il giocatore, sotto il comando di Nick Fury, Maria Hill e Tony Stark, doveva ottenere i vantaggi di un nuovo strano elemento chiamato Iso-8, evitando che i criminali che assediano Manhattan, riuniti in un'alleanza nota come "il Sindacato", riescano nello stesso scopo.

### Stagione 2
Nella seconda stagione, lo S.H.I.E.L.D. scopre che l'Impulso ha effetti non limitati alla sola Manhattan, mentre una nuova minaccia è rappresentata da portali inter-dimensionali, noti come "Incursioni", fenomeno di cui l'agente Phil Coulson sembra esperto.

### Operazioni speciali
Ogni operazione speciale ha la propria seppur breve storia, che spesso è collegata sia a quelle precedenti o successive sia al filo principale della trama.

## Modalità di gioco
Un gioco di combattimenti e di ruolo online a turni. I giocatori impersoneranno un agente S.H.I.E.L.D. e lo personalizzeranno per acquisire esperienza, salire di livello e dotarlo di armi, uniformi durante il gioco. Possono collaborare con al massimo due dei 156 eroi Marvel disponibili attualmente nel gioco, ognuno con competenze e abilità uniche.
Il combattimento si svolge a turni con l'agente e gli eroi posizionati per combattere uno o più onde di nemici da tre o meno elementi. A seconda delle loro abilità un personaggio può rientrare nelle seguenti classi, che hanno sia un punto di forza che un punto debole. Un personaggio può rientrare in più di una classe e ciò gli permette di ottenere vantaggi e/o svantaggi di entrambe, anche contemporaneamente.

### L'Iso-8
L'Iso-8 o Isotopo 8 è il punto focale della trama di Marvel: Avengers Alliance.
Un evento galattico noto come l'”Impulso” colpisce la Terra, creando non poco scompiglio o confusione nelle reti digitali e meccaniche del pianeta. I disordini e il panico dilagano e i folli e malvagi ne approfittano per i propri interessi. Solo lo S.H.I.E.L.D. riesce ad avere la tecnologia e le risorse necessarie ancora funzionanti. Subito si organizza mettendo in operativo tutti gli agenti disponibili e reclutando Eroi o esseri dotati di super poteri per mettere fine a tali disordini prima che sopraggiunga il caos totale, tentando di risolvere i danni causati dell'Impulso e assicurando i malviventi alla giustizia.
Dall'Impulso inizia ad apparire un nuovo e misterioso elemento minerale a cui si dà moltissima importanza: l'Isotopo 8. Secondo gli studi dei vari scienziati dello S.H.I.E.L.D. e collaboratori allo studio e ricerca di tale minerale, i rapporti sulla sua natura sono incredibili. Reed Richards sostiene che la sua composizione lo fa derivare o ad una tecnologia talmente avanzata da armeggiare con gli atomi o è un prodotto di un altro spazio tridimensionale. Il Dottor Strange comunque si è permesso invece di dissentire su quest'ultimo punto, credendo che possa essere originario della Terra, seppure la combinazione incredibile di forze occulte e tecnologia avanzata lo rende l'elemento più pericoloso del pianeta. Sondando con i suoi poteri telepatici, il Professor X ha rilevato attività telepatica in esso ritrarsi al suo potere e sospetta che possa essere una specie di tramite per una potente coscienza non rilevata piuttosto che il minerale possa essere senziente come pensano alcuni. Secondo un rapporto recente di Nick Fury, vi sono ampi depositi di questo minerale allo stato naturale in tutta la Terra e anche sottoterra e sotto l'oceano, facendogli credere che possano essere loro stessi la causa dell'Impulso e non il contrario.
La sperimentazione ha permesso di scoprire che l'Iso-8 (nome in codice ad esso imposto) ha la capacità di adattarsi a quasi ogni circostanza e amplifica qualsiasi fonte di energia in prossimità. Riesce a intensificare i poteri dei metaumani, anche la magia e l'occulto, materia poco conosciuta nel mondo Marvel. Tony Stark ha fatto delle sperimentazioni circa sul suo modo diverso di catalizzare gli elementi cambiandoli e potenziandoli con esperimenti sul calore, sull'elettricità e sul magnetismo, dimostrandosi stupefatto. Molti cattivi e organizzazioni segrete e/o occulte comunque fanno ricerche per proprio conto per trarne un vantaggio personale.

## Opere correlate

### Marvel: Avengers Alliance Tactics
La Playdom lanciò nel giugno 2014 un gioco correlato col titolo di Marvel: Avengers Alliance Tactics. In tale gioco, che riprendeva le meccaniche del primo e applicate in una mappa 3D isometrica, con il giocatore che sceglie quattro agenti o eroi a sua disposizione per ogni missione. Il gioco è stato chiuso il 22 ottobre 2014.

### Avengers Initiative
Avengers Initiative è un gioco gratuito di combattimenti a turni per iOS e Android, sviluppato il 26 aprile 2004 da Wideload Games. Il gioco è ancora in fase di sviluppo.
La trama viene riassunta così: l'Impulso ha permesso a qualcuno di far evadere i peggiori criminali e mostri esistenti dalla Volta, una struttura detentiva dello S.H.I.E.L.D. sulle Montagne Rocciose. Nick Fury manda Hulk a combattere gli evasi, mentre il resto degli Avengers tenterà di scoprire l'autore di questa fuga di massa.

### Marvel: Avengers Alliance 2
È stato pubblicato un sequel del gioco, di genere mobile, con il nome di Marvel: Avengers Alliance 2.